# Stazione meteorologica di Sansepolcro
La stazione meteorologica di Sansepolcro è la stazione meteorologica relativa alla città di Sansepolcro.

## Coordinate geografiche
La stazione meteo è situata nell'Italia centrale, in Toscana, in provincia di Arezzo, nel comune di Sansepolcro a 330 metri s.l.m. e alle coordinate geografiche 43°34′N 12°06′E.

## Dati climatologici
In base alla media trentennale di riferimento (1961-1990), la temperatura media del mese più freddo, gennaio, si attesta a +4,0 °C; quella del mese più caldo, luglio è di +22,1 °C . 
| Sansepolcro        | Mesi | Mesi | Mesi | Mesi | Mesi | Mesi | Mesi | Mesi | Mesi | Mesi | Mesi | Mesi | Stagioni | Stagioni | Stagioni | Stagioni | Anno |
| Sansepolcro        | Gen  | Feb  | Mar  | Apr  | Mag  | Giu  | Lug  | Ago  | Set  | Ott  | Nov  | Dic  | Inv      | Pri      | Est      | Aut      | Anno |
| ------------------ | ---- | ---- | ---- | ---- | ---- | ---- | ---- | ---- | ---- | ---- | ---- | ---- | -------- | -------- | -------- | -------- | ---- |
| T. max. media (°C) | 7,3  | 8,9  | 12,6 | 16,9 | 21,2 | 25,2 | 28,1 | 27,8 | 23,9 | 18,1 | 12,7 | 8,5  | 8,2      | 16,9     | 27,0     | 18,2     | 17,6 |
| T. min. media (°C) | 0,7  | 1,4  | 3,8  | 7,2  | 10,7 | 14,2 | 16,0 | 15,7 | 13,6 | 9,6  | 5,9  | 2,6  | 1,6      | 7,2      | 15,3     | 9,7      | 8,5  |